# Siward
Siward ist ein männlicher Vorname. Der Name ist die nordische Form des Namens Siegward. Daher leitet er sich wie dieser von den althochdeutschen Begriffen „sigu“ (Sieg) und „wart“ (Hüter) her.
Siward ist der Name folgender Personen:
- Siward bzw. Synardus, legendärer gautischer König und Vater von Awilda
- Siward, Earl of Northumbria († 1055), Earl of Northumbria
- Siward (Bischof) († 1075), angelsächsischer Bischof von Rochester
- Siward Barn (bl. 1066–1087), englischer Widerständler gegen Wilhelm den Eroberer
- Richard Siward († um 1248), englischer Ritter